# Alexa Canady
Alexa Irene Canady, född 7 november 1950, är en nu pensionerad läkare som specialiserade sig inom neurokirugi. Hon är allmänt känd för att vara den första svarta kvinnliga neurokirugen, år 1981. Canady arbetade som neurokirurg på Children's Hospital i Michigan från 1987 fram till hon gick i pension 2001. Förutom hennes läkaryrke, lade hon ner mycket tid på att forska. Hon kom senare att bli professor i neurokirurgi på Wayne State University. Efter att hon gick i pension, flyttade hon till Florida för att jobba deltid på Pensacola's Sacred Heart Hospital. Canady tilldelades 1993 det prestigefyllda American Medical Women's Association President's Award.

## Bakgrund
Alexa Irene Canady föddes i Lansing, Michigan. Hennes mor, Elizabeth Hortense (Golden) Canady, var lärare och engagerade sig för samhällsfrågor lokalt. Hennes far Dr. Clinton Canady, var tandläkare. Hennes föräldrar studerade på Fisk University, där de träffades.
Canady och hennes yngre bror växte upp i utkanten av Lansing och Canady betyg och kunskap stod ut som en av de bästa i skolan. Tack vare detta fick hon ett stipendium av National Achievement Scholarship program 1967 som möjliggjorde att hon kunde fortsätta sina studier. Stipendieprogrammet National Achievement Scholarship program initierades år 1964, och är ett program framtaget för att uppmärksamma synnerligen framstående akademiska framgångar hos svarta i Amerika. Med stipendiet i ryggen började hon studera zoologi på University of Michigan, och fick sin kandidatexamen i zoologi 1971. Fyra år senare tog hon en magisterexamen från University of Michigan Medical School. Canady ansåg det viktigt att se hennes framgångar som framgångar för såväl kvinnor som svarta, två grupper som än idag utstår förtryck.

## Karriär
1987 blev hon neurokirurg för Children's Hospital of Michigan och bibehöll den positionen ända tills hon gick i pension 2001. Hon specialiserade sig i bland annat trauma och hjärntumörer, och hennes forskning kom att spela stor roll inom neurologin.